# جراردو برونا
جراردو برونا (انگلیسی: Gerardo Bruna؛ زادهٔ ۲۹ ژانویهٔ ۱۹۹۱) بازیکن فوتبال اهل آرژانتین است.
از باشگاه‌هایی که در آن بازی کرده‌است می‌توان به باشگاه فوتبال بلکپول، باشگاه فوتبال آکرینگتون استنلی، باشگاه فوتبال لیورپول، باشگاه فوتبال اوئسکا، باشگاه فوتبال ترانمره راورز، باشگاه فوتبال وایت‌هاوک، و تیم ملی فوتبال زیر ۱۷ سال اسپانیا اشاره کرد.